# VaMP

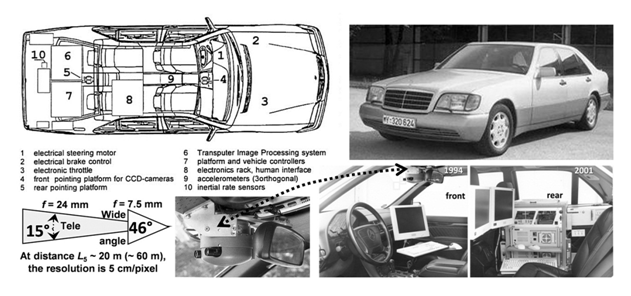
VaMP (Versuchsfahrzeug für autonome Mobilität und Rechnersehen)

Das führerlose Fahrzeug VaMoRs (Versuchsfahrzeug für autonome Mobilität und Rechnersehen) Passenger Car (kurz VaMP) war zusammen mit seinem Zwillingsfahrzeug VITA-2 eines der ersten damals als autonom fahrend erachteten Automobile. Die Fahrzeuge konnten im Verkehr mit etwas menschlichem Eingriff über eine gewisse Entfernung verkehren und verwendeten dabei Computersehen, um bewegliche Hindernisse wie zum Beispiel andere Fahrzeuge zu erkennen, ihnen automatisch auszuweichen oder sie nach Freigabe zu überholen.
Das VaMP wurde von einem Team von Professor Ernst Dickmanns an der Universität der Bundeswehr München in Kooperation mit Mercedes-Benz in den 1990er Jahren im Rahmen des 800 Millionen ECU umfassenden EUREKA-PROMETHEUS-Projekts (1987–1995) über autonome Fahrzeuge entwickelt. Es basierte auf einem Mercedes 500 SEL der Baureihe W140, der so umgebaut war, dass Lenkung, Drosselklappe und Bremsen durch Computer bedient werden konnten, die eine Echtzeit-Auswertung von Bildfolgen vornahmen. Dieses Computersehen war somit zentraler Aspekt der Steuerung.
Schwierigkeit war seinerzeit die beschränkte Rechenleistung der Computer im Bezug auf die benötigte Echtzeitfähigkeit samt dem damit einhergehenden Datenvolumen, weshalb seinerzeit neuartige Ansätze zum Computersehen hierfür entwickelt wurden. Eine Aufmerksamkeitssteuerung unter Verwendung künstlicher sakkadischer Bewegung der Kameraplattform erlaubte dem System, die relevanten Daten aus dem Kamerabild zu extrahieren. Vier Kameras mit zwei verschiedenen Brennweiten für jede Hemisphäre wurden dazu parallel verwendet. Standardverfahren wie Kalman-Filter oder Koppelnavigation fanden ebenso ihren Einsatz in der Signalverarbeitung wie auch sechzig Transputer. Diese waren eine spezielle und damals relativ neue Art von Parallelrechnern, welche seinerzeit einen Hype erlebten, der aber wenig später verebbte. Schon damals ausentwickelte Verfahren wie beispielsweise Eigenortung mit z. B. GPS/GNSS, Gelände-Kontur-Abgleich (TERCOM) bzw. Decca oder LORAN wurde hingegen nicht verwendet, genauso wenig wie LIDAR oder RADAR zur Umfelderkennung.
Im Oktober 1994 wurden das VaMP und sein Zwilling VITA-2 bei der internationalen Abschlusspräsentation des PROMETHEUS-Projekts mit einer Fahrt auf einer Autobahn im Umfeld von Paris vorgestellt. Mit einem Sicherheitsfahrer und Fahrgästen legten die beiden Fahrzeuge mehr als 1.000 km im normalen Verkehr auf einer dreispurigen Autobahn mit Geschwindigkeiten bis zu 130 km/h zurück. Dabei demonstrierten sie Spurwechsel in beiden Richtungen und überholten nach Freigabe durch den Sicherheitsfahrer andere Fahrzeuge autonom. Ein Jahr später fuhr das VaMP 1.758 km von München nach Kopenhagen und zurück im normalen Verkehr, plante dabei Überholmanöver selbst und führte sie nach Freigabe durch einen Sicherheitsfahrer aus. In besonderen Situationen, wie etwa den in der Software nicht modellierten Autobahnbaustellen oder Strecken abseits der Autobahn, musste der Sicherheitsfahrer komplett die Steuerung übernehmen. Das Fahrzeug erreichte auf der deutschen Autobahn Geschwindigkeiten über 175 km/h mit einer durchschnittlichen Distanz von 9 km zwischen menschlich erforderlichen Eingriffen. Die längste ohne menschlichen Eingriff zurückgelegte Strecke betrug 158 km, obwohl der Forschungsprototyp keinen besonderen Wert auf Langstrecken-Zuverlässigkeit gelegt hatte.
Seit Mai 2006 ist das VaMP im Deutschen Museum in München zu besichtigen.
Eine weitere Qualifizierung des Begriffs vom autonomen Fahren gab es seinerzeit nicht. Aus heutiger (Frühjahr 2025) Sicht ist hier bezüglich des nun maßgeblichen Standards SAE J3016 bestenfalls der Automatisierungsgrad 3 erreicht worden („automatisierter Modus“; Automatisierungsgrad 5 entspricht Vollautomatisierung).